# Section du Pont-Neuf
Cet article concerne une section portant le nom de « Révolutionnaire ». Pour la définition des sections révolutionnaires, voir Section révolutionnaire de Paris.
La  section du Pont-Neuf également appelée section Révolutionnaire était, sous la Révolution française, une section révolutionnaire parisienne.

## Représentants
Elle était représentée à la Commune de Paris par :
- Antoine François Caillot, né en 1754, homme de loi demeurant 23 ou 39 place de Thionville.
- Alexandre Minier, né en 1749 ou 1751, fils d'un orfèvre de Saumur (Maine-et-Loire), joaillier et juge au tribunal de Commerce demeurant 85, rue Saint-Louis-au-Palais.
- Jean Antoine Sillans, né en 1756, apothicaire demeurant rue Saint-Louis-au-Palais.

## Historique
La « section Révolutionnaire » s’appelait « section Henri-IV ». Le 14 août 1792, elle devint « section du Pont-Neuf ». En septembre 1793, elle prit le nom de « section Révolutionnaire » et elle redevint « section du Pont-Neuf » après le 9 thermidor an II (27 juillet 1794).

## Territoire
Partie ouest de l’île de la Cité comprenant le Palais de justice et la Mairie de Paris.

## Limites
Le pont Saint-Michel, à droite, depuis la rue de la Boucherie à prendre au Cagnard. Idem, à gauche, les maisons qui sont sur le Pont seulement : la rue de la Barillerie à gauche, du Pont Saint-Michel au Pont au Change, bornée au nord, à l’ouest et au sud, par la rivière.

## Intérieur
Le quai de l’Horloge, la place Dauphine, la rue de Harlay, le quai des Orfèvres, la rue Saint-Louis, la rue Sainte-Anne, les cours du Palais, le Palais, et généralement tous les rues, places, culs-de-sac, etc., enclavés dans cette limite.

## Local
La section Révolutionnaire se réunissait dans l’église de la Sainte-Chapelle-Basse.

## Population
5 126 habitants, dont 460 ouvriers et 158 économiquement faibles. La section comprenait 900 citoyens actifs.

## 9 Thermidor an II
Lors de la chute de Robespierre, le 9 thermidor an II (27 juillet 1794), la section révolutionnaire resta fidèle à la Convention nationale. Aucun de ses représentants ne prêta serment à la Commune de Paris.

## Évolution
Après le regroupement par quatre des sections révolutionnaires par la loi du 19 vendémiaire an IV (11 octobre 1795) qui porte création de 12 arrondissements, la présente section est maintenue comme subdivision administrative, puis devient, par arrêté préfectoral du 10 mai 1811, le quartier du Palais-de-Justice (11e arrondissement de Paris).